# Пабло Ајмар
Пабло Сезар Ајмар Ђордано (шп. Pablo César Aimar Giordano; Рио Куарто, 3. новембар 1979) је бивши аргентински фудбалер.

## Каријера
Ајмар је каријеру почео у Ривер Плејту. Веома брзо је показао да је један од најталентованијх младих фудбалера Аргентине. У јануару 2001. године прелази у Валенсију, за износ од 24 милиона евра. Са Валенсијом осваја две титуле првака Шпаније, 2002 и 2004. године. Са Валенсијом је стигао до финала лиге шампиона 2001. године, у којем је поражен од Бајерна после извођења једанаестераца. У наредном великом финалу, одиграном 19. маја 2004. године, победили су Олимпик Марсеј (2-0) и освојили УЕФА Куп. Ајмар је ту утакмицу почео са клупе али је заменио Франциска Руфетеа у другом полувремену.
Лета 2006. године прелази у Сарагосу. Након испадања клуба из Примере прелази у Бенфику.

## Репрезентација
- За сениорску репрезентацију Аргентине је одиграо 51 утакмицу и постигао је осам голова.

Учествовао је на светском првенству 2002. и светском првенству 2006. године.

## Трофеји

### Клуб
Ривер Плејт
- Апертура (3) : 1996/97, 1997/98, 1999/00.
- Клаусура (2) : 1996/97, 1999/00.
- Копа либертадорес (1) : 1996.
- Суперкуп Јужне Америке (1) : 1997.

Валенсија
- Примера (2) : 2002, 2004.
- УЕФА Куп (1) : 2004.
- УЕФА суперкуп (1) : 2004.
- УЕФА Лига шампиона : финале 2001.

### Репрезентација
- Светско првенство за играче до 20 година 1 : 1997.